# جندل (عین‌الدفلی)
جندل (به عربی: جندل) یک شهرداری‌های الجزایر در الجزایر است که در ناحیه جندل واقع شده‌است.
 جندل  ۳۰٬۱۷۰ نفر جمعیت دارد.